# Medellín (Veracruz)
Medellín de Bravo, antes conocida como Tecamachales, es una localidad y cabecera del municipio de Medellín en el estado de Veracruz de Ignacio de la Llave, México. Forma parte de la Zona Metropolitana de Veracruz.

## Toponimia
De su antiguo nombre náhuatl, Tecamachales: Tetl, piedra; kamachili, quijada; ko, en, que significaría “en la quijada de piedra”. 
De Medellín, por el cónsul Quintus Caecilius Metellus Pius, la misma que Medellín, Extremadura.

## Historia
En la América precolombina el lugar se llamó Tecamachales. Después de la batalla de La noche triste1520, Hernán Cortés ordenó a Gonzalo de Sandoval la fundación de Medellín. En el año de 1529, llegó a la localidad Don Juan de Zumárraga, obispo de México, para la inauguración de la iglesia del lugar, considerada la segunda en la Nueva España, que recibió el nombre de San Miguel Arcángel, en honor al patrón del pueblo.
Durante la guerra de independencia de México, Nicolás Bravo fue magnánimo con el enemigo, se cuenta de él un episodio que lo destaca como un hombre de gran moral y valor: En San Agustín Del Palmar se entera de que el ejército realista bajo las órdenes de Félix María Calleja del Rey logró capturar a su padre, don Leonardo Bravo y que a cambio de liberarlo, el virrey Francisco Javier Venegas le exigía abandonar la lucha y al ejército insurgente; en caso contrario, se ejecutaría al prisionero. Al saber esto el general José María Morelos le autoriza a ofrecer en intercambio por su padre a 800 prisioneros españoles; el virrey declina la propuesta y ejecuta a don Leonardo Bravo a lo que el Rayo del Sur responde entregándole a Bravo 300 prisioneros españoles. José María Morelos, su superior, dispuso al saber del destino fatal de don Leonardo Bravo que, en represalia, fueran ejecutados los prisioneros; pero Bravo, dando ejemplo de entereza y buena voluntad, proclamando la frase "Quedáis en libertad", puso en completa libertad a los prisioneros, no sin antes hacerles saber sobre la suerte corrida por su padre a manos del virrey; muchos de los prisioneros, por decisión propia, se unieron a sus fuerzas, reconociendo su generosidad y grandeza de alma. Perdonó en el lugar a 300 españoles realistas prisioneros en 1812, razón por la que su nombre se añadió al municipio. El 17 de febrero de 1870 se establecen por decreto los límites entre los municipios de Medellín y Jamapa.
En 1915 se fundó en Medellín el primer comité agrario del estado de Veracruz y el primer ejido, que fue el ejido de Medellín. 
En 1952 se expidió el decreto que establece la inscripción del nombre de Nicolás Bravo en el Salón de Sesiones de la H. Cámara de Diputados.

## Hidrografía
Se encuentra regado por los ríos Jamapa y Cotaxtla. 

## Principales ecosistemas
Los ecosistemas que coexisten en el municipio son el de bosque perennifolio con encinos y donde se desarrolla una fauna compuesta por poblaciones de armadillos, ardillas, conejos, tlacuaches, comadrejas, zorrillos, aves y reptiles.

## Fiestas, tradiciones y danzas
- El 2 de febrero se celebra la Fiesta Tradicional de la Candelaria.
- El 29 de septiembre se realiza la Fiesta Tradicional y Religiosa en honor de San Miguel Arcángel, patrono del lugar, con bailes populares, danzas autóctonas y folklóricas, actos religiosos, juegos mecánicos y encuentros deportivos.
- El 12 de diciembre se festeja la Fiesta de la Virgen de Guadalupe.
- También se puede disfrutar de la Fiesta del Mango y de la Piña en mayo y junio respectivamente, con bailables de música jarocha. Su significado es celebrar la época de cosecha de tan preciados frutos.[6]

Actualmente el festejo del mango se lleva a cabo con un desfile donde participan algunas escuelas de la localidad, con la participación de carros alegóricos y la coronación de la reina y princesa del mismo, cerrándose la carretera principal mientras dura el breve recorrido por las localidades.